# Sărmanii bogați (roman)
Sărmanii bogați (în maghiară Szegény gazdagok) este un roman din 1860 al scriitorului maghiar Mór Jókai.